# Inch'Allah dimanche
Pour plus de détails, voir Fiche technique et Distribution.
Inch'Allah dimanche est un film algéro-français de Yamina Benguigui, sorti en 2001. Il est tourné en Algérie et en France.
Le film a donné lieu à une novélisation.

## Synopsis
En 1974, à l'époque du regroupement familial, Zouina, une maghrébine d'une trentaine d'années arrive d'Algérie avec ses trois enfants pour s'installer à Saint-Quentin, en Picardie, sous l'étroite surveillance de sa belle-mère Aïcha. Elle vient rejoindre Ahmed, son mari, dont elle vit séparée depuis dix ans et qu'elle considère presque comme un inconnu. Celui-ci est ouvrier spécialisé dans une usine textile. Zouina partage sa cour avec un couple de retraités. L'arrivée de cette famille est une véritable catastrophe pour Monsieur et Madame Donze et les hostilités ne tardent pas à se déclarer.

## Fiche technique
- Réalisation : Yamina Benguigui
- Scénario : Yamina Benguigui
- Producteur : Philippe Dupuis-Mendel (producteur), Bachir Deraïs (producteur exécutif)
- Production : Bandits
- Directeur de la photographie : Antoine Roch
- Décors : Marc Marmier
- Costumes : Malika Khelfa
- Musique originale : Kouatni - Cheb Amrou
- Montage : Nadia Ben Rachid
- Sociétés de production : Missane Belkiss Films
- Pays d'origine :  Algérie et  France
- Langues originales : arabe et français
- Genre : drame
- Format : couleurs - SDTV
- Durée : 98 minutes
- Date de sortie : 
  -  Algérie : 5 décembre 2001
  -  France : 5 décembre 2001

## Distribution
- Fejria Deliba : Zouina
- Rabia Mokeddem : Aïcha
- Amina Annabi : Malika Bouira
- Anass Behri : Rachid
- Hamza Oubuih : Mouloud Bouira
- Zinedine Soualem : Ahmed
- France Darry : Madame Donze
- Roger Dumas : Monsieur Donze
- Marie-France Pisier : Mademoiselle Manant
- Mathilde Seigner : Mademoiselle Briat
- Jalil Lespert : Le chauffeur du bus
- Doudja Achachi : Mère de Zouina
- Othmane Aghbal : Ali
- Djamel Allam : Le douanier
- Zouina Bouabdellah : Zohra Bouira
- Alexandre Carrière : Le gendarme
- Michel et Renelle Lancelin : Les voisins
- Aude Thirion : L'épicière
- Mohamed Fellag[2]

## Tournage
Le tournage du film a eu lieu en Algérie et aussi en France.

## Distinctions

### Récompenses
Le film reçoit le Prix FIPRESCI du Festival de Toronto.